# NGC 5863
NGC 5863 ist eine ringförmige Balken-Spiralgalaxie vom Hubble-Typ SBa im Sternbild Waage auf der Ekliptik. Sie ist schätzungsweise 189 Millionen Lichtjahre von der Milchstraße entfernt und hat einen Durchmesser von etwa 80.000 Lj.
Im selben Himmelsareal befindet sich u. a. die Galaxie IC 4536.
Das Objekt wurde im Jahr 1886 von Ormond Stone entdeckt.